# ارسطو محمدی
ارسطو محمدی بازیکن پیشین فوتبال ایرانی است. محمدی متولد سقز است و سابقهٔ بازی در تیم‌های ابومسلم، استقلال تهران و پیکان را دارد.

## دوران حرفه‌ای
محمدی در ابتدای فصل ۷۹–۱۳۷۸ به استقلال پیوست و پس از سه فصل به تیم پیکان پیوست. او دو سال در پیکان بود و پس از آن مجدداً به ابومسلم بازگشت.
ارسطو محمدی ۲۳ بار برای استقلال به میدان رفت و یک گل به یاد ماندنی نیز در این بازیها برای آبی‌پوشان به ثمر رسانده است.